# Valka
Valka és un poble del municipi homònim, del qual és el centre administratiu, al nord de Letònia. Es troba a la frontera amb Estònia al llarg d'ambdues ribes del riu Pedele

## Història
La ciutat de Walk (en alemany) va ser esmentada per primera vegada el 1286 i des de 1419 va ser la seu del parlament regional de la Confederació de Livònia. Els drets de la ciutat van ser concedides pel rei polonès Esteve Bathory I el 1584. Tanmateix, la ciutat va aconseguir la seva major importància solament al final del segle xix, quan el seminari de professorat de Vidzeme estava operant aquí, desenvolupant-se l'important nus ferroviari. A més a més, la primera línia fèrria de via estreta al territori de l'actual Letònia s'estenia des de Valka a la ciutat d'Estònia de Pärnu.
El 15 de novembre 1917, la decisió de proclamar la República independent de Letònia va ser feta a Valka. El «vermell - blanc- vermell» de la bandera de Letònia va ser creat aquí per primera vegada. L'1 de juliol de 1920, el poble es va dividir entre els estats acabats de néixer de Letònia i Estònia.

## Persones notables
- Gatis Smukulis (1987), ciclista